# Bilkisu Yusuf
Bilkisu Yusuf (8 de junio de 1977) es una deportista nigeriana que compitió en judo. Ganó tres medallas en el Campeonato Africano de Judo entre los años 1997 y 2000.

## Palmarés internacional
| Campeonato Africano | Campeonato Africano    | Campeonato Africano | Campeonato Africano |
| Año                 | Lugar                  | Medalla             | Categoría           |
| ------------------- | ---------------------- | ------------------- | ------------------- |
| 1997                | Casablanca (Marruecos) | Medalla de bronce   | –61 kg              |
| 1998                | Dakar (Senegal)        | Medalla de bronce   | –63 kg              |
| 2000                | Argel (Argelia)        | Medalla de oro      | –63 kg              |